# Andris Reiss
Andris Reiss (* 10. März 1978 in Kuldīga) ist ein ehemaliger lettischer Radrennfahrer.
Im Jahr 2000 startete Andris Reiss bei den Olympischen Spielen in Sydney und wurde 81. im Straßenrennen. Im Jahr darauf belegte er beim Nachwuchs-Etappenrennen Girobio sowie beim Giro del Medio Brenta Platz zwei. Ebenfalls 2001 wurde er lettischer Meister im Straßenrennen.
Im September 2001 wurde Reiss Stagiaire, ab 2002 startete er für das Team Index–Alexia Alluminio. Er fuhr die Spanien-Rundfahrt und wurde 95. Am Ende des Jahres beendete er seine Profi-Karriere.